# Paola Cortellesi
Paola Cortellesi (Roma, 24 novembre 1973) è un'attrice, comica, sceneggiatrice e regista italiana.
Attiva nel panorama televisivo e teatrale dagli anni novanta e in quello cinematografico dai primi anni 2000, parallelamente a una brillante carriera come comica, si è affermata come attrice e ha infine esordito anche come regista. Ha vinto il David di Donatello per la migliore attrice protagonista per Nessuno mi può giudicare (2011), quattro Nastri d'argento, tra cui il Premio Nino Manfredi, due Globi d'oro, tre Premi Flaiano e tre Ciak d'oro. Ha ottenuto riconoscimenti anche nell'ambito teatrale, tra cui un Premio E.T.I. Gli Olimpici del Teatro. 
Cortellesi ha sceneggiato alcuni dei film in cui ha recitato e ha poi esordito come regista con la pellicola C'è ancora domani (2023), ottenendo tre riconoscimenti alla Festa del Cinema di Roma, il Nastro d'argento al film dell'anno e cinque David di Donatello. Per la prima volta nella storia del Biglietto d'oro C'è ancora domani ha inoltre vinto il Biglietto d'oro per due anni consecutivi (2023, 2024) ed è divenuta il quinto film col maggiore incasso in Italia.

## Biografia
Nata a Roma, cresciuta nella zona di Massimina. A 13 anni interpreta la canzone Cacao Meravigliao (scritta da Claudio Mattone), sponsor fittizio della trasmissione satirica Indietro tutta!, come da lei confermato durante una puntata di Zelig nel febbraio del 2011; nella stagione 1992-1993 è stata corista nell'orchestra di Acqua calda. Dopo aver frequentato il liceo scientifico, a diciannove anni comincia a studiare recitazione presso la scuola del Teatro Blu di Roma, diretta da Beatrice Bracco. Per dedicarsi alla recitazione, abbandona la Facoltà di Lettere e Filosofia all'Università.
Dopo alcuni anni di attività teatrale e il battesimo radiofonico con Enrico Vaime, nel 1997 approda alla televisione, interpretando il personaggio dell'argentina nella trasmissione Macao, condotta da Alba Parietti. Alla fine del 1998 prende parte a La posta del cuore (Rai 2), mentre nel 1999 partecipa a Teatro 18 (Italia 1) di Serena Dandini. Ma il primo vero successo mediatico arriverà con la Gialappa's Band, con cui la giovane attrice ha modo di sperimentare il suo talento di parodista. Nel 2000 entra nel cast di Mai dire Gol, mostrando al pubblico le sue grandi capacità comiche, imitando anche cantanti famose. Nel frattempo prende parte a uno spettacolo a teatro, con la sua compagnia, intitolato L'ira di dio, e al P.I.M., con Linus. Sempre nel 2000 debutta al cinema nel film di Aldo, Giovanni e Giacomo Chiedimi se sono felice, a cui fa seguito Un altr'anno e poi cresco.
L'anno seguente ritorna con la Gialappa's nel programma Mai dire Gol 2001. In seguito è nel cast di Mai dire Grande Fratello, Mai dire domenica e Mai dire lunedì con il Mago Forest, nell'ultimo imita il ministro Stefania Prestigiacomo, uno spot di "Strozus" (il tuo prestito "amico") e facendo la testimonial dell'Africa. Sempre nel 2001 recita nei film Se fossi in te e Amarsi può darsi. Nel 2002 affianca Gianni Morandi e Lorella Cuccarini nella conduzione del varietà Uno di noi. È anche la protagonista femminile dell'ironico videoclip La descrizione di un attimo dei Tiromancino nel quale affianca Valerio Mastandrea, all'epoca suo compagno di vita. Recita inoltre nei film A cavallo della tigre e Bell'amico.
Nel 2003 è la protagonista di Musica senza cuore del compositore Fabrizio De Rossi Re, opera liberamente tratta dal Cuore di Edmondo De Amicis su libretto di Francesca Angeli. Il suo ultimo spettacolo teatrale è Gli ultimi saranno ultimi di Massimiliano Bruno, che ha toccato 59 città italiane, con 189 repliche, è stato visto da oltre 250.000 spettatori, ed è durato per circa tre anni fino al 2007. Nel 2006 Paola Cortellesi ha ottenuto, grazie a questo spettacolo, numerosi riconoscimenti, tra cui il premio E.T.I. Gli Olimpici del Teatro come migliore interprete di monologo, il premio della Critica e il premio Anima.

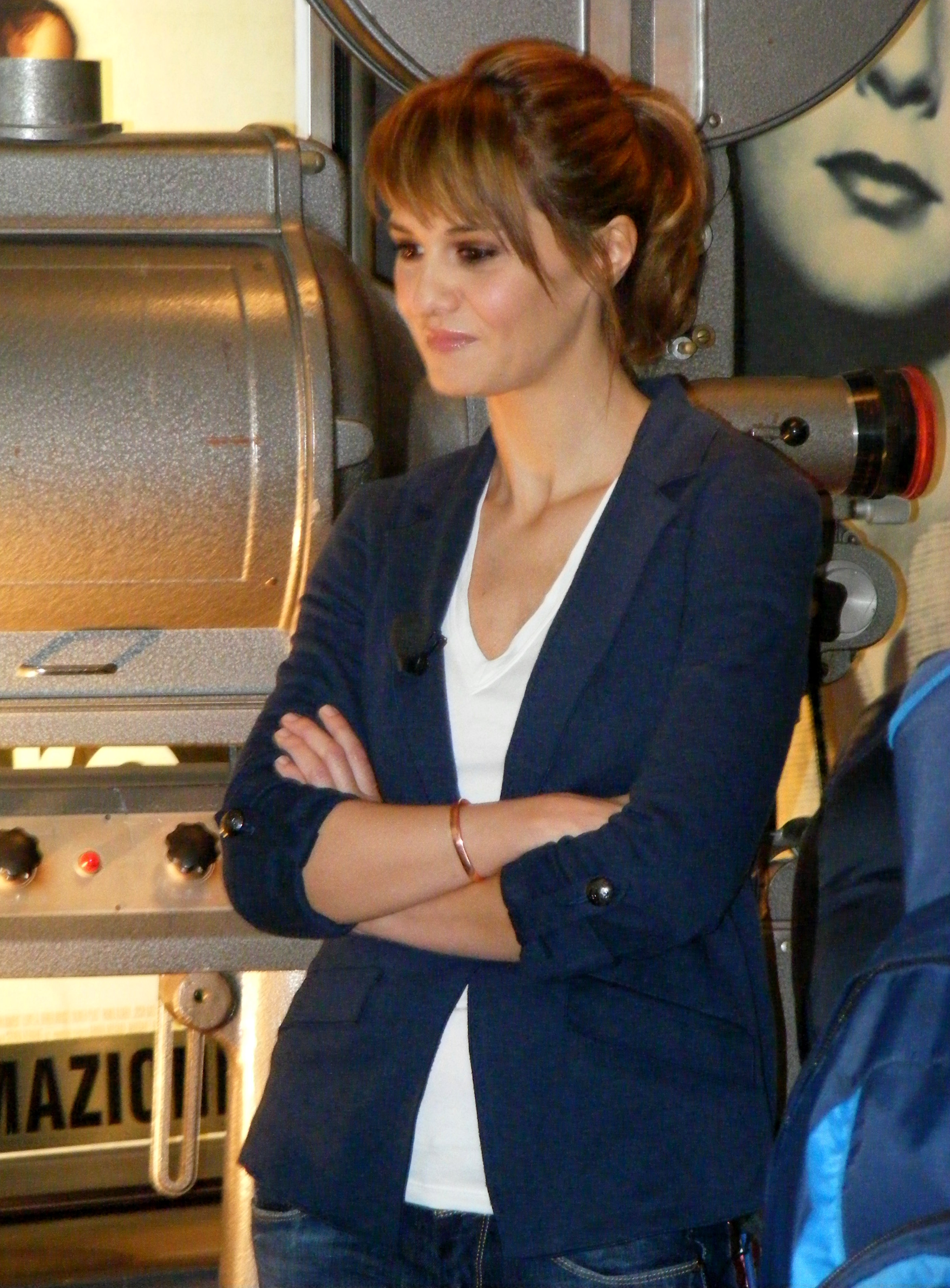
Paola Cortellesi a Roma nel 2011

Nel 2004 co-presenta il Festival di Sanremo assieme a Simona Ventura, Gene Gnocchi e Maurizio Crozza. Durante la prima serata di Sanremo 2004, presenta inoltre al pubblico il brano No perditempo, di cui è co-autrice insieme a Rocco Tanica e che era stato proposto come canzone in gara, salvo poi essere bocciato dall’allora direttore artistico Tony Renis. Il testo, volutamente strampalato, è costruito con il linguaggio e le formule delle inserzioni private dei giornali: la Cortellesi ha dichiarato di essere stata ispirata dalla lettura dei quotidiani nel periodo in cui era impegnata a cercare casa. Nello stesso anno presenta anche un programma tutto suo chiamato Nessundorma, dove può esprimere tutta la sua bravura. È anche attrice protagonista o co-protagonista in alcuni film, come Tu la conosci Claudia? del 2004 con Aldo, Giovanni e Giacomo e Il posto dell'anima di Riccardo Milani, suo attuale marito.
Dotata di ottime capacità canore (lodate persino da Mina, che l'ha definita una delle più belle voci italiane), incide un brano intitolato Non mi chiedermi, sigla finale di Nessundorma, canzone dal testo ironico/comico scritto da Frankie hi-nrg mc e Rocco Tanica. L'album di debutto dell'artista, preparato con alcuni brani cantati durante le serate del Festival di Sanremo, non viene tuttavia pubblicato. Paola Cortellesi è anche la vincitrice del premio "Scarnicci e Tarabusi - Il troncio" (2006), assegnato ogni due anni al miglior comico dell'anno.
Nel 2007 interpreta il suo primo ruolo drammatico in televisione nello sceneggiato di Canale 5 Maria Montessori - Una vita per i bambini; questa interpretazione le è valsa il Maximo Award alla Roma Fiction Fest. Nel 2008 partecipa alla trasmissione Parla con me di Serena Dandini, durante la quale viene mandato in onda un esilarante spot sulla laicità dal titolo "Un nuovo invisibile flagello"; questo spot ricalca, in maniera parodistica, quello sull'AIDS andato in onda per la prima volta nel 1990. Riceve la candidatura al David di Donatello come miglior attrice non protagonista per il film Piano, solo (2007) di Riccardo Milani.
A partire dal 6 novembre dello stesso anno torna in televisione con lo spettacolo Non perdiamoci di vista, uno spettacolo di una sola donna in cinque puntate in diretta su Rai 3; accanto a lei c'è il vee-jay di MTV Francesco Mandelli. Nel marzo del 2009 ha recitato nel film Due partite, celebre pièce teatrale della regista Cristina Comencini, portato al cinema da Enzo Monteleone, con cui ottiene la sua seconda candidatura al Nastro d'argento alla migliore attrice non protagonista, dopo quella avuta recitando in Se fossi in te (2000), per la regia di Giulio Manfredonia. Sempre per il cinema, Cortellesi è protagonista, assieme a Claudio Amendola, del lungometraggio di Felice Farina intitolato La fisica dell'acqua (2009), dove interpreta la madre del piccolo Alessandro, il bambino protagonista del film.
Nel 2009 partecipa al video ufficiale di Ancora qui Renato Zero. Nello stesso anno ha cantato nell'ultimo disco di Claudio Baglioni Q.P.G.A., nella canzone Battibecco. Da marzo 2010 è poi testimonial dei nuovi spot di "Brio Blu" Acqua Rocchetta. Nel tour di Elisa Heart Alive Tour tenutosi in aprile a maggio del 2010 vengono proiettati filmati ritraenti Paola Cortellesi prima e durante la versione italiana di Mad World. Inoltre è presente di persona alla data di Roma al PalaLottomatica.
Agli inizi di luglio 2010 si concludono le riprese della commedia Maschi contro femmine da lei interpretata, diretta dal regista Fausto Brizzi. Sempre nel 2010 Paola Cortellesi è fra i protagonisti della fiction diretta dal regista Gianluca Maria Tavarelli Le cose che restano. In questa fiction prodotta dalla Rai, Cortellesi interpreta il ruolo di Nora, una psicologa che deve rimettere in discussione la sua vita dopo una serie di eventi cruciali che investono lei e la sua famiglia (la morte del fratello minore, la depressione della madre, la maternità). Nel 2010 presta la voce fuori campo nella fiction Tutti pazzi per amore 2.
Il 14 gennaio 2011 debutta al fianco di Claudio Bisio nella conduzione di Zelig su Canale 5, riscuotendo un ottimo successo. Il 16 marzo 2011 esce la commedia Nessuno mi può giudicare, con la regia di Massimiliano Bruno, dove interpreta il ruolo di una giovane vedova che si improvvisa escort per necessità. Per questo ruolo riceve il David di Donatello per la miglior attrice protagonista 2011. Sempre nel 2011 Paola Cortellesi è una delle voci del film Disney Pixar Cars 2, affiancata da Alessandro Siani e Sabrina Ferilli. Riceve il premio Agamar al Maratea Film Festival il 6 agosto 2011.
Nel 2014 torna sul set diretta da Luca Miniero nel film Un boss in salotto, nel cui cast figurano anche Angela Finocchiaro, Alessandro Besentini, Francesco Villa, Luca Argentero e Rocco Papaleo. Riceve inoltre il ruolo di figura femminile protagonista nel nuovo film di Carlo Verdone, Sotto una buona stella, per il quale viene candidata al David di Donatello e al Nastro d'argento come miglior attrice protagonista 2014. Il 20 maggio 2014 è andato in onda lo show musicale di Laura Pausini, Stasera Laura: ho creduto in un sogno, mette in scena uno sketch con la cantante e duetta con lei nel singolo Se non te.
Il 20 giugno 2014 riceve al Taormina Film Festival, il premio Taormina Arte Award. Il 20 novembre 2014 esce il film Scusate se esisto!, regia del marito Riccardo Milani, che segna il debutto di Cortellesi come sceneggiatrice. Per questa interpretazione riceve una candidatura al David di Donatello e al Nastro d'argento come migliore attrice protagonista 2015. A dicembre 2015 interpreta Maria Callas nell'ultimo spettacolo scritto a quattro mani dal premio Nobel per la Letteratura Dario Fo e dalla moglie Franca Rame, tenuto nel cassetto dopo la morte di quest'ultima. Ad aprile 2016 conduce lo show Laura & Paola insieme a Laura Pausini su Rai 1 per tre puntate. Sempre nel 2016, ottiene un'altra candidatura come miglior attrice protagonista ai David di Donatello e al Nastro d'argento per il film Gli ultimi saranno ultimi.
Negli anni successivi recita da protagonista o co-protagonista in numerosi film: Mamma o papà? di Riccardo Milani, La Befana vien di notte di Michele Soavi, Ma cosa ci dice il cervello di Riccardo Milani e altri. Nel 2017, è protagonista di uno dei film di maggior successo della sua carriera: Come un gatto in tangenziale, con la regia di Riccardo Milani, in cui sono presenti anche Antonio Albanese, Sonia Bergamasco e Claudio Amendola. La vicenda narrata è incentrata su un inusuale incontro, tramite i rispettivi figli, di un uomo (Giovanni) e una donna (Monica) provenienti da due realtà completamente diverse. Grazie a questa interpretazione, l'attrice si è aggiudicata il Nastro d'argento alla migliore attrice in un film commedia (di cui detiene il record di vittorie), il Globo d'oro alla miglior attrice e il Ciak d'oro per la migliore attrice protagonista. Nel 2020 recita insieme a Valerio Mastandrea in Figli, ultima sceneggiatura scritta da Mattia Torre prima della sua morte. Torna a recitare anche in televisione interpretando il ruolo della protagonista della miniserie TV Petra. Sempre nel 2020 torna a lavorare per Disney Pixar doppiando il personaggio di 22 in Soul. Nel 2021 ritorna ad interpretare Monica nel seguito del film del 2017, Come un gatto in tangenziale - Ritorno a Coccia di Morto, con stessa regia e stesso cast.
A ottobre 2023 è al cinema la sua opera prima come regista di un lungometraggio, C'è ancora domani, posta in apertura della 18ª edizione della Festa del Cinema di Roma. Al film vengono assegnati tre premi: premio del pubblico, menzione speciale alla migliore opera prima e premio speciale della giuria. Il 30 novembre, alla premiazione delle Giornate professionali di Cinema a Sorrento, vince il Biglietto d'oro.
Il film riceve sei David di Donatello e, grazie ai cinque premi personali vinti, Paola Cortellesi risulta essere la donna più vincente in una sola edizione e ha eguagliato il record di Roberto Benigni del 1998 (per La vita è bella) come persona più premiata in una singola edizione dei David di Donatello.
Sempre nel 2023 presta la voce a un personaggio di animazione nel programma Noos - L'avventura della conoscenza.

## Vita privata
È stata fidanzata con l'attore Valerio Mastandrea, con cui è rimasta in ottimi rapporti, tanto che dal 2008 per alcuni anni dirigono insieme il teatro del Quarticciolo, un piccolo teatro nella periferia di Roma, facente parte dei teatri di cintura del comune di Roma. 
Il 1º ottobre 2011 ha sposato, dopo nove anni di fidanzamento, il regista e sceneggiatore Riccardo Milani. La coppia ha una figlia, Laura.
Sua sorella Claudia è legata sentimentalmente al compositore e paroliere Claudio Mattone.

## Filmografia

### Attrice

#### Cinema

Paola Cortellesi in una delle sue interpretazioni cinematografiche, Nessuno mi può giudicare (2011)

- Chiedimi se sono felice, regia di Aldo Baglio, Giacomo Poretti, Giovanni Storti e Massimo Venier (2000)
- Un altr'anno e poi cresco, regia di Federico Di Cicilia (2000)
- Amarsi può darsi, regia di Alberto Taraglio (2001)
- Se fossi in te, regia di Giulio Manfredonia (2001)
- A cavallo della tigre, regia di Carlo Mazzacurati (2002)
- Bell'amico, regia di Luca D'Ascanio (2002)
- Passato prossimo, regia di Maria Sole Tognazzi (2003)
- Il posto dell'anima, regia di Riccardo Milani (2003)
- Senza freni, regia di Felice Farina (2003) – non distribuito
- Tu la conosci Claudia?, regia di Massimo Venier (2004)
- Natale a casa Deejay, regia di Lorenzo Bassano (2004) – cameo
- Non prendere impegni stasera, regia di Gianluca Maria Tavarelli (2006)
- Piano, solo, regia di Riccardo Milani (2007)
- Due partite, regia di Enzo Monteleone (2009)
- La fisica dell'acqua, regia di Felice Farina (2009)
- Maschi contro femmine, regia di Fausto Brizzi (2010)
- Femmine contro maschi, regia di Fausto Brizzi (2011)
- Nessuno mi può giudicare, regia di Massimiliano Bruno (2011)
- C'è chi dice no, regia di Giambattista Avellino (2011)
- Un boss in salotto, regia di Luca Miniero (2014)
- Sotto una buona stella, regia di Carlo Verdone (2014)
- Scusate se esisto!, regia di Riccardo Milani (2014)
- Maraviglioso Boccaccio, regia di Paolo e Vittorio Taviani (2015)
- Gli ultimi saranno ultimi, regia di Massimiliano Bruno (2015)
- Qualcosa di nuovo, regia di Cristina Comencini (2016)
- Mamma o papà?, regia di Riccardo Milani (2017)
- Come un gatto in tangenziale, regia di Riccardo Milani (2017)
- La Befana vien di notte, regia di Michele Soavi (2018)
- Detective per caso, regia di Giorgio Romano (2019)
- Ma cosa ci dice il cervello, regia di Riccardo Milani (2019)
- Figli, regia di Giuseppe Bonito (2020)
- Come un gatto in tangenziale - Ritorno a Coccia di Morto, regia di Riccardo Milani (2021)
- Marcel!, regia di Jasmine Trinca (2022) – cameo
- C'è ancora domani, regia di Paola Cortellesi (2023)

#### Televisione
- Il vizio dell'amore – serie TV, episodio 1×13 (2006)
- Maria Montessori - Una vita per i bambini, regia di Gianluca Maria Tavarelli – miniserie TV (2007)
- Tutti pazzi per amore – serie TV, episodio 2x20 (2010)
- Le cose che restano, regia di Gianluca Maria Tavarelli – miniserie TV (2010)
- Callas di Dario Fo e Franca Rame, regia di Felice Cappa – teleteatro (2015)[28]
- Petra – serie TV (2020-in corso)[29]
- Call My Agent - Italia – serie TV, episodio 1x01 (2023)

#### Documentari
- Nilde Iotti, il tempo delle donne, regia di Peter Marcias (2020)

#### Video musicali
- Tiromancino – La descrizione di un attimo (2000)
- Tiromancino – Due destini (2001)
- Renato Zero – Ancora qui (2009)
- Michele Bravi – Sotto una buona stella (2014)

#### Pubblicità
- Brio Blu Acqua Rocchetta (dal 2010)

### Sceneggiatrice
- Scusate se esisto!, regia di Riccardo Milani (2014)
- Gli ultimi saranno ultimi, regia di Massimiliano Bruno (2015)
- Qualcosa di nuovo, regia di Cristina Comencini (2016)
- Mamma o papà?, regia di Riccardo Milani (2017)
- Come un gatto in tangenziale, regia di Riccardo Milani (2017)
- Ma cosa ci dice il cervello, regia di Riccardo Milani (2019)
- Petra, regia di Maria Sole Tognazzi – collaborazione (2020-2022)
- Come un gatto in tangenziale - Ritorno a coccia di morto, regia di Riccardo Milani (2021)
- C'è ancora domani (2023)

### Regista
- C'è ancora domani (2023)

## Teatro
- Compagnia di guerra, testo e regia di Lucilla Lupaioli (1996)
- Roberto Zucco di Bernard-Marie Koltès, regia di Federico Cruciani (1996)
- Bianca Snow, testo e regia di Massimiliano Caprara (1996)
- L'altra Cenerentola di Gianluca e Tony Cucchiara, regia di Tony Cucchiara – musical (1996)
- Festival nazionale dei nuovi tragici, regia di Pietro De Silva (1997)
- L'uomo che inventò la televisione di Enrico Vaime, regia di Pietro Garinei (1997)
- Troppo tempo di A. Vannucci (1998)
- Cose che capitano di Massimiliano Bruno, regia di Furio Andreotti (1998)
- Umane gesta di Lucilla Lupaioli, regia di Furio Andreotti (1999)
- Yard Gal di Rebecca Prichard, regia di Furio Andreotti (2001-2002)
- L'iradiddio di Lucilla Lupaioli, regia di Furio Andreotti (2002-2003)
- Musica senza cuore, musica di Fabrizio De Rossi Re, testo e regia di Francesca Angeli (2003)
- Ancora un attimo di Massimiliano Bruno, regia di Furio Andreotti (2003-2004)
- Gli ultimi saranno ultimi di Massimiliano Bruno, regia di Giampiero Solari e Furio Andreotti (2005-2007)
- Pasolini in jazz, da Pier Paolo Pasolini, con Valerio Mastandrea, musiche di Danilo Rea e Roberto Gatto (2008)[30][31]
- Col ferro e col fuoco, regia di Ezio Mauro, Teatro Ambra Jovinelli (2008)[32]
- Callas di Dario Fo e Franca Rame (2015)

## Programmi televisivi
- Macao (Rai 2, 1997-1998)
- La posta del cuore (Rai 2, 1998)
- Teatro 18 (Italia 1, 2000)
- Mai dire Gol (Italia 1, 2000-2001)
- Milano-Roma (Rai 3, 2000)
- Premio italiano della musica (Italia 1, 2001-2002)
- Libero (Rai 2, 2001)
- Mai dire Grande Fratello (Italia 1, 2001)
- Mai dire domenica (Italia 1, 2002)
- Uno di noi (Rai 1, 2002-2003)
- Concerto del Primo Maggio (Rai 3, 2003)
- Festival di Sanremo (Rai 1, 2004)
- Nessundorma (Rai 2, 2004)
- Mai dire Lunedì (Italia 1, 2005)
- Live 8 Roma (Rai 3, 2005)
- Parla con me (Rai 3, 2008)
- Non perdiamoci di vista (Rai 3, 2008)
- Zelig (Canale 5, 2011-2012)
- Callas (Rai 1, 2015)
- Laura & Paola (Rai 1, 2016)
- Dinner Club (Prime Video, 2023)

## Radio
- Il programma lo fate voi (Rai Radio 2, 1998-1999)
- Donna Domenica (Rai Radio 2, 1999-2000)
- Il concerto finale (Rai Radio 2, 2000)
- Rai dire Sanremo (Rai Radio 2, 2001-2003)

## Doppiaggio
- Anna Leonowens (canto) in Il re ed io (1999)
- Margalo in Stuart Little 2 (2002)
- Marjane Satrapi in Persepolis (2007)
- Voce narrante ne L'incredibile viaggio della tartaruga (2009)
- Holley Shiftwell in Cars 2 (2011)
- Mamma ne Il piccolo principe (2015)
- Ginna ne I primitivi (2018)
- 22 in Soul (2020), 22 contro la Terra (2020)

## Discografia
Singoli
- 2004 – Non mi chiedermi (con Frankie Hi-NRG MC)
- 2008 – Pugni in tasca (con Frankie Hi-NRG MC)
- 2023 – A bocca chiusa (con Daniele Silvestri)

Partecipazioni
- 2001 – AA.VV. – Olmo e Friends (come Vanette)

Collaborazioni
- 2002 – Samuele Bersani – Che vita! Il meglio di Samuele Bersani, nel brano Milingo
- 2003 – Frankie Hi-NRG MC – Ero un autarchico, nel brano L'inutile
- 2008 – Frankie Hi-NRG MC – DePrimoMaggio, nel brano Precariato
- 2008 – Elio e le Storie Tese – Studentessi, nel brano Suicidio a sorpresa
- 2009 – Claudio Baglioni – Q.P.G.A., nel brano Battibecco
- 2012 – Bungaro – Il valore del momento, nel brano Dimentichiamoci
- 2023 – Fiorello – Fiorello presenta Tofu, nel brano Bollicine

## Audiolibri
- 2009 – Orgoglio e pregiudizio di Jane Austen
- 2012 – Ragione e sentimento di Jane Austen
- 2013 – La sovrana lettrice di Alan Bennett
- 2014 – Nudi e crudi di Alan Bennett
- 2016 – Mary Poppins di Pamela Lyndon Travers
- 2022 – Persuasione di Jane Austen

## Riconoscimenti
- David di Donatello
  - 2008 – Candidatura alla miglior attrice non protagonista per Piano, solo
  - 2011 – Miglior attrice protagonista per Nessuno mi può giudicare
  - 2014 – Candidatura alla miglior attrice protagonista per Sotto una buona stella
  - 2015 – Candidatura alla miglior attrice protagonista per Scusate se esisto!
  - 2016 – Candidatura alla miglior attrice protagonista per Gli ultimi saranno ultimi
  - 2018 – Candidatura alla miglior attrice protagonista per Come un gatto in tangenziale
  - 2021 – Candidatura alla miglior attrice protagonista per Figli
  - 2024 – Candidatura al miglior film per C'è ancora domani
  - 2024 – Miglior regista esordiente per C'è ancora domani
  - 2024 – Migliore sceneggiatura originale per C'è ancora domani
  - 2024 – Miglior attrice protagonista per C'è ancora domani
  - 2024 – David Giovani per C'è ancora domani
  - 2024 – David dello spettatore per C'è ancora domani
- Globo d'oro
  - 2011 – Candidatura alla miglior attrice per Nessuno mi può giudicare
  - 2018 – Miglior attrice protagonista per Come un gatto in tangenziale
  -  2024 – Miglior film C'è ancora domani
- Nastro d'argento
  - 2002 – Candidatura alla migliore attrice non protagonista per Se fossi in te
  - 2009 – Candidatura alla migliore attrice non protagonista per Due partite
  - 2011 – Candidatura alla migliore attrice protagonista per Maschi contro femmine e Nessuno mi può giudicare
  - 2014 – Candidatura alla migliore attrice protagonista per Sotto una buona stella
  - 2015 – Premio Nino Manfredi per Scusate se esisto!
  - 2015 – Candidatura alla migliore attrice protagonista per Scusate se esisto!
  - 2016 – Candidatura alla migliore attrice protagonista per Gli ultimi saranno ultimi
  - 2018 – Miglior attrice in un film commedia per Come un gatto in tangenziale
  - 2019 – Miglior attrice in un film commedia per Ma cosa ci dice il cervello
  - 2020 – Miglior attrice in un film commedia per Figli
  - 2024 – Film dell'anno per C'è ancora domani
- Bif&st
  - 2019 – Premio Mariangela Melato per la migliore attrice protagonista per Figli
- Ciak d'oro
  - 2011 – Personaggio dell'anno
  - 2018 – Miglior attrice protagonista per Come un gatto in tangenziale[33]
  - 2018 – Candidatura alla migliore sceneggiatura per Come un gatto in tangenziale
  - 2020 – Miglior attrice protagonista per Figli[34]
  - 2021 – Candidatura alla miglior attrice protagonista per Come un gatto in tangenziale - Ritorno a Coccia di Morto
  - 2023 - Superciak d'oro per C'è ancora domani
- Festa del Cinema di Roma
  - 2023 – Premio Concorso Progressive Cinema – Premio speciale della Giuria per C'è ancora domani
  - 2023 – Premio Miglior Opera Prima BNL BNP Paribas – Menzione speciale per C'è ancora domani
  - 2023 – Premio del pubblico per C'è ancora domani
- Premio Flaiano
  - 2004 – per il programma TV Nessun dorma
  - 2014 – per l'interpretazione cinematografica per Sotto una buona stella e Un boss in salotto
  - 2023 – per l'interpretazione in Petra 2
- Premio E.T.I. Gli Olimpici del Teatro
  - 2006 – Miglior interprete di monologo per Gli ultimi saranno ultimi
- Taormina Film Fest
  - 2014 – Taormina Arte Award[35]

### Altri premi
- Associazione Nazionale dei Critici di Teatro
  - 2006 – Premio della Critica Teatrale per Gli ultimi saranno ultimi[36]
- Federazione Italiana Cinema d'Essai
  - 2007 – Miglior attrice per Piano, solo

- Premio Hystrio
  - 2007 – Miglior interpretazione[37]

- Premio Kinéo
  - 2018 – Tributo Ad Honorem alla miglior attrice[38]
- Premio Film Impresa
  - 2023 – Premio Speciale Unindustria[39]

- Premio Nazionale Alberto Sordi
  - 2014 – Premio Alberto Sordi[40]

- Premio Virna Lisi
  - 2016 – Attrice dell'anno[41]

- Tuscia Film Fest
  - 2018 – Premio Pipolo Tuscia Cinema[42]
- Women in Cinema Award
  - 2020 – Premio Speciale[43]